# 무하라크주

무하라크주의 위치

무하라크주(아랍어: محافظة المحرق)는 바레인을 구성하는 4개 주 가운데 하나이다. 무하라크섬에 위치하며 주도는 무하라크이다. 바레인 국제공항이 이 곳에 있다. 5.1%의 바레인이다.